# Pomona

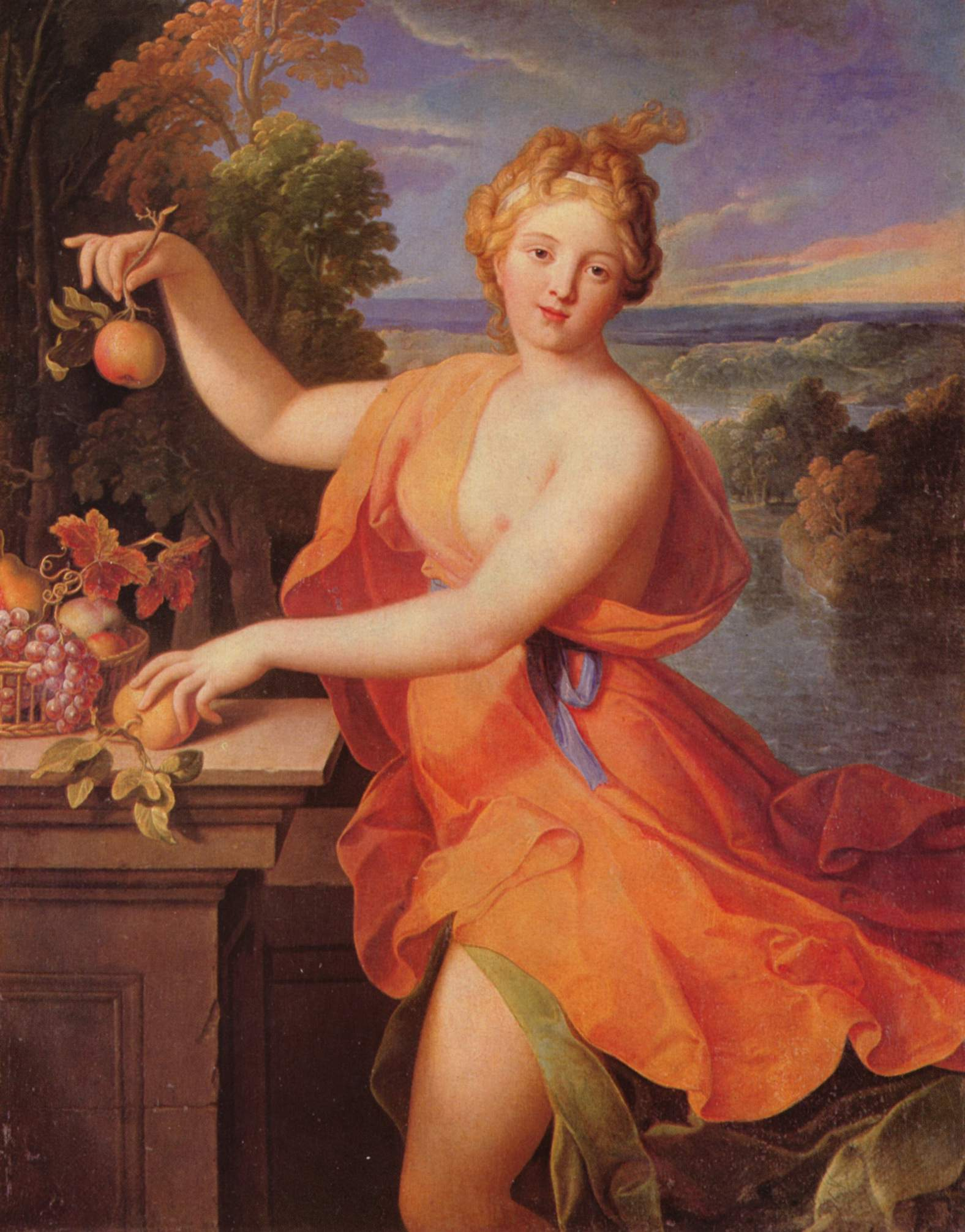
Pomona, de Nicolas Fouché, cca. 1700

Pomona era zeița abundenței fructelor în religia romană antică. Numele ei provine din cuvântul latin pomum, "fructe", în special fructe de livadă. ("Pomme" este cuvântul francez pentru "măr". În română pom este sinonim cu arbore sau copac).
Se spune ar fi fost o nimfă de lemn și o parte din Numia, spiritele celor care păzesc oamenii, locurile sau casele. Ea a disprețuit iubirea zeilor pădurii Silvanus și Picus, dar s-a căsătorit cu Vertumnus dupa ce acesta a păcălit-o, deghizat într-o bătrână.
Asteroidul 32 Pomona îi poartă numele.